# Giovanni Battista Baldelli Boni

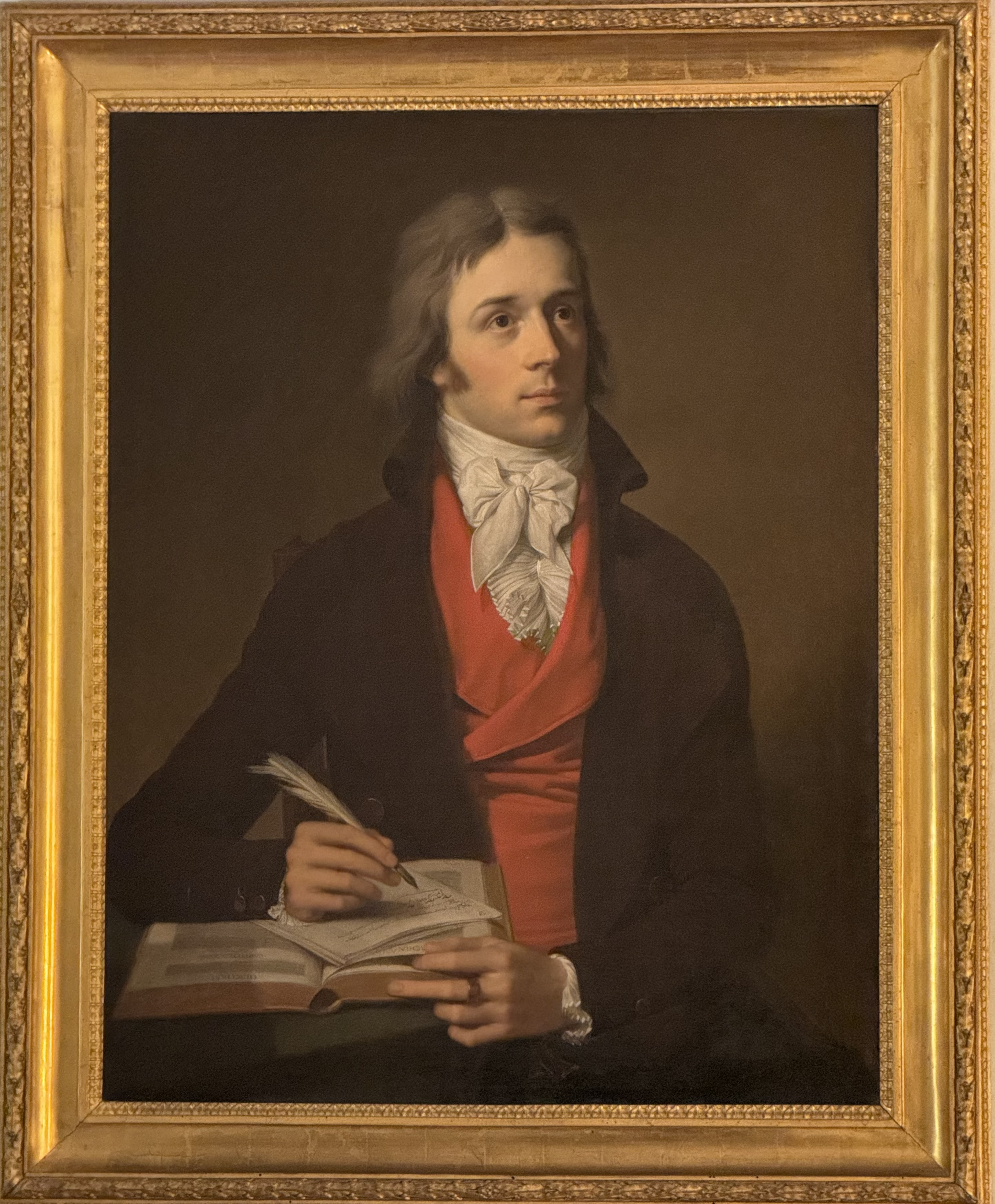
Portrait de Giovanni Battista Baldelli Boni peint par François-Xavier Fabre
(date inconnue, collection particulière).

Baldelli Boni, comte Giovanni Battista (2 juillet 1766 à Cortone - 25 janvier 1831 à Sienne) est un militaire, diplomate, administrateur civil, historien et homme de lettres italien.
Il est particulièrement célèbre pour avoir démontré en 1827 que les plus anciens manuscrits en italien du Livre de Marco Polo étaient en fait traduits du français.

## Formation
Après avoir fréquenté les écoles religieuses de Florence, il entre à seize ans dans l'ordre militaire de Saint-Étienne et suit les cours de l'école navale à Pise.

## Carrière militaire
Frustré par le décret du Grand-duc Léopold II (empereur des Romains) proclamant la neutralité de la Toscane et supprimant la flotte de Florence, il s’enrôle sous les drapeaux du roi de France en 1786, d’abord dans le Régiment Royal-Italien puis dans la cavalerie du Royal-Allemand.
Lors de la révolution française, il soutient les royalistes, milite dans le camp des princes royaux émigrés, puis s'engage dans des régiments autrichiens, puis prussiens, contre l'armée révolutionnaire française. Après l’échec de ces campagnes, il revient en Italie et se consacre à l’étude.
Quand les armées françaises envahissent l’Italie en 1796, il est capitaine d'un bataillon qui défend la Romagne toscane, est promu major et dirige la résistance contre les Français dans le Val di Chiana. Il participe à l'insurrection de 1799 qui débouche sur la restauration du Grand-duc (juillet 1799-octobre 1800), mais après la Bataille de Marengo l'avancée des troupes françaises le contraint à suivre l’armée autrichienne dans sa retraite.
Baldelli Boni voyage alors en Europe centrale et jusqu'en Scandinavie. Il retourne en Toscane en 1804.

## Homme de lettres
Giovanni Battista Baldelli Boni publie successivement sur Machiavel, Petrarque, Boccace et Marco Polo.
Peu de temps après l’édition des œuvres de Machiavel parrainée par le Grand Duc de Toscane, il rédige en 1794 un Éloge de Machiavel à la demande de l'Académie des beaux-arts de Florence. Il donne ensuite la première monographie complète de Pétrarque en quatre volumes. Après les guerres, il publie une vie de Boccace (en 1806). Puis des critiques des thèses de Madame de Staël sur la littérature italienne, contenues dans son De la littérature considérée dans ses rapports avec les institutions sociales.
Lors de la réouverture de l'Accademia della Crusca en 1811, il est l'un de ses douze membres et y occupe des postes importants : trésorier puis président. Dans ce cadre, il publie divers essais, dont sur l’histoire de Florence aux XIIe et XIIIe siècles.
En 1827, il édite le plus ancien manuscrit en italien du Livre de Marco Polo, et réédite la rédaction de Ramusio de ce livre. Dans son étude critique du premier, il démontre que les plus anciens manuscrits italiens de ce livre étaient traduits du français : (« 'versione dal francese' »), et que le livre fut initialement rédigé en français (« fu dettato in Francese »).
Les dernières années de sa vie sont consacrées à des activités publiques : surintendant de la Maison royale et de la Cour, du préfet du Palais, conseiller d’Etat, gouverneur de Sienne, où il mourut le 25 Genn. 1831.

## Œuvres
- (it) Opere di Niccolò Machiavelli : segretario e cittadino fiorentino, Florence, éd. Filadelfia, 1796 (en ligne).
- (it) Del Petrarca e delle sue Opere, Florence, éd. Cambiagi, 1797, en 4 volumes.
- (it) Vita di Giovanni Boccacci, Florence, éd. Ciardetti, 1806 (en ligne).
- (it) Giovanni Battista Baldelli Boni, Il Milione di Marco Polo : Testo di lingua del secolo decimoterzo ora per la prima volta Batista Baldelli, Florence, Pagani, 1827 (lire en ligne).
- (it) Il Milione di Messer Marco Polo Viniziano secondo la lezione Ramusiana, Florence, éd. Pagani, 1827 (en ligne).